# Keiya Nakami
Keiya Nakami (født 23. september 1991) er en japansk fodboldspiller, som spiller for den japanske fodboldklub Matsumoto Yamaga FC.